# Орден Святої Матері Терези
Орден Святої Матері Терези — орден Республіки Македонія, нагороджений за сприяння гуманності, милосердя та милосердя на місцевому, регіональному та глобальному рівні. Цей орден, на відміну від усіх інших орденів і медалей, нагороджує не Президент Республіки Македонія, як це передбачено Конституцією, а спеціальна комісія.

## Особливості
Хоча цей орден є в Законі про відзнаки та визнання Республіки Македонія, він за своєю природою є державною нагородою, оскільки його присуджує не Президент, а зовнішня комісія. Зовнішній вигляд ордену ще не визначено, тому його не вручають.

## Критерії
Орденом Святої Матері Терези нагороджуються особи за видатні досягнення в поширенні людства, милосердя, милосердя, толерантності та співіснування, які роблять гуманний внесок, допомагаючи хворим, голодним, сиротам, покинутим, відкинутим людям. суспільство, пригноблені, пригноблені, біженці, люди з особливою соціальною небезпекою та люди з інших вразливих категорій на місцевому, регіональному та глобальному рівнях.
Орден Святої Матері Терези нагороджується п’ятьма ступенями залежно від обсягу, ефекту, впливу та рівня досягнень за напрямками та рівнями. 1-й ступінь присуджують особам за особливі досягнення, у яких обсяг, ефект і вплив досягнутих досягнень мають особливе значення на світовому рівні. 2 і 3 ступені присуджують особам за особливі досягнення, у яких обсяг, ефект і вплив досягнутих досягнень мають особливе значення на регіональному рівні. 4 та 5 ступені присуджують особам за особливі досягнення, у яких масштаб, ефект і вплив досягнутих досягнень мають велике значення на регіональному рівні.

## Комісія
Комісія призначається Асамблеєю Республіки Македонія більшістю голосів від загальної кількості представників і складається з семи членів, а саме:
1. міністр закордонних справ;
2. Представник Католицької Церкви, за пропозицією Католицької Церкви в Республіці Македонія;
3. Двоє громадян-членів Республіки Македонія, які мають високі повноваження в сферах, за які надано цей орден, по одному за пропозицією Президента Республіки Македонія та Македонської академії наук і мистецтв;
4. За поданням Міністерства закордонних справ троє іноземних громадян, які мають високі повноваження у сферах, за які нагороджено цим орденом.

Рішення в Комісії приймаються одноголосно.